# Parentis-en-Born
Parentis-en-Born é uma comuna francesa na região administrativa da Nova Aquitânia, no departamento Landes. Estende-se por uma área de 112,67 km². Em 2010 a comuna tinha 6 677 habitantes (densidade: 59,3 hab./km²).